# Juan Tomás y Salvany
Juan Tomás y Salvany (Valls, c. 1847-Madrid, 1902) fue un escritor español.

## Biografía
Nació hacia mediados del siglo XIX en la localidad tarraconense de Valls. Poeta lírico y autor dramático, colaboró en el Semanario Popular de Madrid y en la mayoría de periódicos ilustrados de Madrid y Barcelona, entre ellos La Ilustración Española, La Ilustración Católica, Barcelona Cómica, Hojas Selectas (1903) y Pluma y Lápiz. Falleció el 24 de enero de 1911 en Madrid.